# Шевченко Володимир Станіславович
Шевченко Володимир Станіславович (21 серпня 1940, с. Ганнівка — 29 квітня 2021, м. Хмельницький) — український журналіст, письменник і краєзнавець; член національних спілок України: журналістів (1971), письменників (2016), краєзнавців (2017).

## Біографія
Народився 21 серпня 1940 року в селянській родині в с. Ганнівка Дунаєвецького району. Закінчив Зеленчанську середню школу 1957 р. Працював вагарем МТС у колгоспі імені Калініна, що в рідному селі, та обліковцем рільничої бригади, а з січня 1958-го по серпень 1959 р. — завідувачем сільського клубу.
1961 р. закінчив бібліотечне відділення Кам'янець-Подільського технікуму підготовки культосвітніх працівників. У 1961—1964 рр. служив в армії.
З січня 1965 р. працював у культосвітніх закладах Летичівського району (сільській бібліотеці у Голоскові та районній для дорослих), а з листопада впродовж 7-ми років — у редакції районної газети.
1972 р. закінчив факультет журналістики Київського державного університету ім. Т. Г. Шевченка.
Відтак працював у редакціях Дунаєвецької районної (1972—1976) і Хмельницької обласної (1976—1986) газет, а із жовтня 1986-го по червень 2008 р. — власним кореспондентом у Хмельницькій області Національного інформаційного агентства «Укрінформ».

## Творчість
Автор книг: «Глибока Долина» (1984), «Біля Довгого мосту» (1987), «Не хвилюйтеся, я встигну!» (1988), «Крізь кров і попіл» (1989), «Весна в Яснозір'ї» (1990), «Стоптані калачики» (1991), «На чиєму возі твоя доля?» (1995), «Відшуміла пора солов'їних весіль» (1996), «Не прийдеш крізь печалі і болі» (1996), «Троянди в дуплі» (1996), «Соняхів спалахи в серпні» (1997, 2001), «Подільський лицар волі» (2002), «Людина з легенди» (у співавторстві — 2005), «Де сам ходив, де воду носять ріки» (2006), «Терпкі ягоди із пізньоквіту» (2009), «Невідправлені листи до Мавки» (2009), «Легендарний розвідник команданте Ніколас» (у співавторстві — 2010), «У погоні за козирним тузом» (2010), «Цвітуть фіалки не для всіх» (2011), «Ой, Кармелюче, по світу ходиш…» (2013, 2017), «Чи потрібна опудалу „швидка“?» (2014), «Мліли чебрецеві роси» (2015), «Хто буває лиш інколи в людській подобі?» (2016), «Чи всі трави хиляться за водою?» (2016), «Ой родився Кармалюка в селі на Поділлі…» (2017), «Вийся, вийся, хміль листатий» (2018), «Міханьо і Броня, або ж — полонез Огінського» (2019).

## Відзнаки
- Заслужений журналіст України (2001)[4]
- Почесна грамота Кабінету Міністрів України (2010)
- Почесною Грамота Хмельницької обласної державної адміністрації (2012)[5]
- Всеукраїнська літературна премія імені В. Сосюри[3]

Лауреат обласних премій
- імені Івана Іова (2012)[3]
- імені Василя Баженова (2017)
- імені Дмитра Прилюка (2017)